# Wodorotlenek manganu(II)
Wodorotlenek manganu(II), Mn(OH)
2 – nieorganiczny związek chemiczny, wodorotlenek manganu na stopniu utlenienia II. Występuje naturalnie jako minerał pirochroit.

## Otrzymywanie
Można go otrzymać w reakcji wodnego roztworu soli manganu(II) i zasady litowca, np.:
MnSO
4 + 2NaOH → Mn(OH)
2↓ + Na
2SO
4
Reakcję tę należy prowadzić w ściśle beztlenowych warunkach, np. w atmosferze wodoru lub w obecności chlorowodorku hydroksyloaminy. Osad pierwotny jest bezpostaciowy, można przeprowadzić go w formę krystaliczną przez ogrzewanie.

## Właściwości
Wodorotlenek manganu(II) jest ciałem stałym barwy białej. Na powietrzu brązowieje w wyniku utleniania, dając uwodniony tlenek manganu(IV) o barwie brunatnej:
2Mn(OH)
2 + O
2 + (x−1)H
2O → 2MnO
2·xH
2O↓
Łatwość utleniania się Mn(OH)
2 do MnO
2 wykorzystuje się do oznaczania zawartości tlenu w wodzie (MnO
2 utlenia jodki do jodu, który można oznaczyć przez miareczkowanie).
Jest to substancja bardzo słabo rozpuszczalna w wodzie. Jego iloczyn rozpuszczalności wynosi 2,2×10−13. Reaguje łatwo z kwasami, tworząc sole manganu(II), np.
Mn(OH)
2 + H
2SO
4 → MnSO
4 + 2H
2O
Rozpuszcza się w gorących stężonych roztworach KOH lub NaOH (np. ok. 12 g/l w 50% NaOH, 140 °C), co wykorzystuje się do jego oczyszczania przez krystalizację. W roztworach takich przyjmuje się występowanie jonów MnO2−
2 lub HMnO−
2.